# Zaslivlje
Zaslivlje je naseljeno mjesto u općini Konjic, Federacija Bosne i Hercegovine, BiH.

## Stanovništvo

### 1991.
Nacionalni sastav stanovništva 1991. godine, bio je sljedeći:
ukupno: 252
- Hrvati – 245
- Srbi – 3
- Jugoslaveni – 1
- ostali, neopredijeljeni i nepoznato – 3

### 2013.
Nacionalni sastav stanovništva 2013. godine, bio je sljedeći:
ukupno: 47
- Hrvati – 47

## Vanjske poveznice
- Satelitska snimka  Arhivirana inačica izvorne stranice od 12. ožujka 2021. (Wayback Machine)